# 영창공주 (만력제)
영창공주 주헌영(중국어: 榮昌公主, 1582년 - 1647년)은 명나라 시기의 공주이며, 명 신종의 황장녀이다. 어머니는 효단현황후 왕희저이다.

## 생애

### 출신
공주의 아버지인 명 신종은 만력 6년 (1578년) 왕희저를 황후로 책봉하였고, 왕황후는 만력 9년 (1582년) 12월 4일에 공주를 낳았는데, 이때, 신종 17세, 왕황후 16세였다. 공주는 신종의 첫째 딸이자 적장녀이다. 왕황후는 명 신종의 사랑을 받지 못하고, 그 후 아이도 낳지 못하였기에, 공주는 명 신종의 유일한 적출자녀가 되었다.

### 강가(降嫁)
만력 24년 (1596년) 12월, 신종은 자신의 장녀인 주헌영을 영창공주로 책립하고, 그녀를 위해 양춘원을 부마도위로 뽑았다. 이듬해 (1507년) 정월, 부마와 혼인하여 부마 양춘원에게 명을 내렸다. 부마의 아버지 양계는 아들이 귀해지자, 남성병마사의 부지휘로 봉해졌다. 양춘원은 부마로, 부귀에도 효도를 다하고 예의를 지켰다. 공주가 시부모를 볼때에는 모든 예의를 갖추어 부마는 공주의 오른쪽에 앉았고, 결혼 후 영창공주는 양춘원과의 사이에서 양광기, 양광고, 양광단, 양광익, 양광용 등 5남을 낳았다.

### 부마 도주 사건
만력 32년 (1604년), 혼인한 지 8년이 된 부마가 공주와 말다툼을 벌이다가 공주의 아버지 신종을 화나게 하여 유지가 전해져 부마를 꾸짖었다. 부마는 부귀영화를 버리고 서민 복장의 청의를 입고 2인승 가마를 타고 고안현 (지금의 허베이성 랑팡시 구안현)으로 돌아왔다. 그래서, 명 신종은 더욱 화가 나서 공주의 시아버지의 직위를 박탈하고, 금의위로 하여금 부마를 뒤쫒아 부마를 동반하여 귀경하게 하였다. 3월 30일, 부마 양춘원이 스스로 명을 받들어 귀경하였고, 뉘우침이 있어, 명 신종은 예부궁으로 하여금 부마를 국자감으로 보내어 당상관에게 예의를 가르치게 하였다. 백일이 지나서야 부마 부자는 복직되었다. 만력 44년 (1616년) 7월, 공주의 시어머니 이씨가 병사하자, 부마는 극도로 슬퍼하여 7일동안 먹지 않고, 7월 9일, 35세의 나이로 사망하였다. 조정에서는 부마와 부마의 어머니를 제장하였다.

### 명나라 말기의 재난
만력 48년 (1620년), 공주의 어머니인 왕황후와 아버지 명 신종이 차례로 붕어하고, 이복 동생 주상락이 즉위하여 명 광종이 되었고, 연호는 태창으로 정했다. 명 광종은 재위 한 달여만에 붕어하였고, 조카 주유교가 뒤를 이어 명 희종으로 즉위하였다. 명 희종은 태창 원년 11월 신해일, 고모 영창공주를 영창대장공주로 봉했다. 명나라 말기에 농민군이 성으로 들어오자, 공주의 다섯 아들 중 3명이 살해당했고, 한명은 요절했고, 청나라가 들어온 후에는 아들 한 명과 손자 13명만이 남아있었다.

### 여생
청나라 군대가 입경한 후, 일찍이 명나라 종실을 예우하겠다고 말하자, 공주는 청나라에 그녀를 안치하고, 사람을 보내 전세를 거두게 했다. 그러나, 사실 그녀는 북경에 있는 10여 채의 큰 집들이 모두 청나라에 징집되어있는 군대의 거처로 사용되었고, 자신과 자손들은 남편의 고향인 고안현으로 쫓겨났고, 옛날 소작인들도 청나라 힘을 믿고 소작료를 주지 않고, 오히려 공주를 고소하였다.
공주는 결국 순치 4년 (1647년), 북경에서 65세의 나이로 세상을 떠났다. 공주가 세상을 떠나면서, 명 신종의 자녀로 그녀가 마지막까지 살아있었다.

## 가계
- 아버지 : 명 신종 주익균 (1563년 - 1620년)
- 어머니 : 효단현황후 왕희저 (1564년 - 1620년)
- 남편 : 양춘원 (1582년 - 1616년)
  - 장남 : 양광기 (杨光夔, 자 윤해(允谐)) - 태자태사, 좌도독, 진영록대부
  - 차남 : 양광고 (杨光皋, 자 윤직(允直)) - 후군도독부 우도독, 진영록대부
  - 3남 : 양광단 (杨光皋, 자 윤겸(允谦)) - 중군도독부 동지, 진영록대부
  - 4남 : 양광익 (杨光益, 자 윤열(允烈)) - 전군도독부 첨사
  - 5남 : 양광용 (杨光龙, 자 윤납(允纳)) - 중부 도독  첨사, 농민군이 북경으로 진격할 때 살해당함.

## 일화
- 명나라 공주는 부마를 뽑고, 미모의 서민 자제를 많이 뽑고, 문무대신의 자제를 뽑지 않았다. 명나라 초기에 공주와 공신을 혼인 시킨 것을 제외하면, 그 이후에는 대부분 이 규칙을 따랐다. 명 헌종의 장녀인 인화공주가 부마 제세영에게 시집간 이후, 공주들은 모두 서민에게 하가하였다. 영창공주가 시집갈 때까지 부마 양춘원의 할아버지 양유진은 태복경을 지냈고, 정덕 신사년의 과거 장원이었으며, 이때부터 비로소 부마는 벼슬아치 집안의 자제들로 선택하였다.
- 명나라 말기 시인 오위업이 명 광종의 딸 영덕공주 부부의 명나라가 망한 후의 삶을 주제로 한 시 '소사청문곡'에서 영창공주가 숭정제의 생모 유숙녀의 모습을 보고 숭정제의 태자를 끌어안고 다정하게 이름을 불렀던 일을 언급한다.

## 참고 문헌
- 『명 신종 실록』
- 『국각(国榷)』
- 『만력야획편』
- 『조림잡조』
- 양용성 : 『명조 역사 현안 · 흘부마지미』 2009년 9월 발행